# 네이로 유이
네이로 유이(일본어: 音彩 唯 ねいろ ゆい[*], 12월 18일 - )는 다카라즈카 가극단 유키구미에 소속되어 있는 여역이다.
효고현 고베시 출신, 고베 카이세이죠시가쿠인중학교 출신이다. 키 162cm, 애칭은 "하바마이(はばまい)", "바아(ばぁ)", "메로디(メロディー)"이다.

## 약력
2017년, 다카라즈카 음악학교에 입학.
2019년, 다카라즈카 가극단 105기생으로 수석입단. 소라구미 공연 「오션스 11」으로 초무대. 그 후, 유키구미에 배속.
아름다운 외모로 일찍부터 주목을 받아, 2020년 한큐 한신 첫 참배 포스터 모델로 기용된다.
2021년, 아야카제 사키나ㆍ아사즈키 키와 톱 콤비 대극장 오히로메 공연 「CITY HUNTER」로 신인공연 첫 히로인. 입단 3년차의 발탁이다.

## 주요 무대
| 기간 (월) | 소속 | 제목                           | 공연장                                 | 배역                       | 비고                                    |
| --------- | ---- | ------------------------------ | -------------------------------------- | -------------------------- | --------------------------------------- |
| 2019년    |      |                                |                                        |                            |                                         |
| 4 - 5     | 소라 | 오션스 11                      | 다카라즈카 대극장                      |                            | 초무대                                  |
| 2020년    |      |                                |                                        |                            |                                         |
| 1 - 3     | 유키 | ONCE UPON A TIME IN AMERICA    | 다카라즈카 대극장 도쿄 다카라즈카 극장 |                            |                                         |
| 8 - 9     | 유키 | 화염의 볼레로                  | 우메다예술극장                         | 플라스키타                 |                                         |
| 8 - 9     | 유키 | Music Revolution!-New Spirit-  | 우메다예술극장                         |                            |                                         |
| 2021년    |      |                                |                                        |                            |                                         |
| 1 - 4     | 유키 | fff -포르티시시모-             | 다카라즈카 대극장 도쿄 다카라즈카 극장 |                            |                                         |
| 1 - 4     | 유키 | 실크로드 ~도적과 보석~         | 다카라즈카 대극장 도쿄 다카라즈카 극장 |                            |                                         |
| 6         | 유키 | 베네치아의 문장                | 전국투어                               | 라우드미아                 |                                         |
| 6         | 유키 | 르 포아종 사랑의 미약 -Again-  | 전국투어                               |                            |                                         |
| 8 - 11    | 유키 | CITY HUNTER                    | 다카라즈카 대극장 도쿄 다카라즈카 극장 | 마키무라 카오리 (신인공연) | 본역 : 아사즈키 키와 신인공연 첫 히로인 |
| 8 - 11    | 유키 | Fire Fever!                    | 다카라즈카 대극장 도쿄 다카라즈카 극장 |                            |                                         |
| 2022년    |      |                                |                                        |                            |                                         |
| 1         | 유키 | Sweet Little Rock 'n' Roll     | 바우홀                                 | 메아리                     |                                         |
| 3 - 6     | 유키 | 유메스케 천냥 선물             | 다카라즈카 대극장 도쿄 다카라즈카 극장 | 오츠루 (신인공연)          | 본역 : 하나타바 유메                    |
| 3 - 6     | 유키 | Sensational!                   | 다카라즈카 대극장 도쿄 다카라즈카 극장 |                            |                                         |
| 7 - 8     | 유키 | ODYSSEY -The Age of Discovery- | 우메다예술극장                         |                            |                                         |

## 광고
- 2020년, 『한큐한신』 첫 참배 포스터 모델